# Orca XLUUV
Orca XLUUV  (Extra Large Unmanned Undersea Vehicle) je třída experimentálních modulárních diesel-elektrických bezposádkových ponorek vyvíjených pro námořnictvo Spojených států amerických. Mezi jejich hlavní úkoly patří vyhledávání nepřátelských ponorek, vyhledávání a pokládání námořních min a vedení elektronického boje. Celkem byla objednána stavba pěti prototypů. První byl na vodu spuštěn v dubnu 2022. Orca představuje první třídu bezposádkových ponorek kategorie XLUUV.

## Stavba
Pro americké námořnictvo je vyvíjena široká škála bezposádkových prostředků, přičemž XLUUV představuje největší podmořské prostředky, které by měly být schopné nezávisle operovat po dobu několika měsíců. V září 2017 americké námořnictvo v rámci první fáze programu Orca přidělilo prostředky na vývojové práce společnostem Boeing a Lockheed Martin, aby zpracovaly své návrhy XLUUV. Boeing se na projektu spojil s loděnicí Huntington Ingalls Industries (HII). Kontrakt ve výši 43 milioů dolarů na stavbu a testování čtyř prototypů Orca získala v únoru 2019 společnost Boeing. V březnu 2019 byl kontrakt rozšířen o pátý prototyp. To je druhá fáze programu. Zkoušky prototypů by se měly zaměřit na testování způsobů nasazení robotických plavidel a minovou válku, přičemž později měly drony získávat i další schopnosti.
Prvních pět ponorek Orca staví společnost Boeing a loděnice HHI. Na základě jejich testování se má přistoupit k akvitici dalších podobných plavidel. Orca konstrukčně navazuje na technologický demonstrátor Boeing Echo Voyager, představený v březnu 2016. Prototypová ponorka Orca byla na vodu spuštěna 28. dubna 2022 v Huntington Beach. V prosinci 2022 společnost Boeing předala prototyp námořnictvu.

## Konstrukce
Ponorka má trup o čtvercovém průřezu a délce 15,54 m. Mezi příďovou a záďovou sekci lze vložit až deset metrů dlouhý segment s modulárním vybavením (senzory pro průzkum, detekci ponorek a min, systémy elektronického boje, později též námořní miny Hammerhead, protilodní a protiponorkové zbraně). Pojmout může až osm tun nákladu. Pohonný systém je diesel-elektrický. Pro dobíjení barterií se ponorka bude muset vynořovat. Minimální rychlost při plavbě pod hladinou bude 2,5 uzlu a maximální rychlost osm uzlů. Dosah je 6500 námořních mil.